# Международная федерация тенниса

Эмблема ITF

Международная федерация тенниса (англ. International Tennis Federation, ITF) — управляющая структура мирового тенниса. На сегодняшний день объединяет 205 национальных организаций. Уполномочена вырабатывать и изменять правила игры, представляет теннис в МОК, проводит ряд соревнований, а также занимается развитием и популяризацией тенниса в мире.

## История
Необходимость создания международной спортивной организации, способствующей сотрудничеству национальных федераций тенниса и стандартизации правил игры назрела в начале двадцатого века, в период быстрого роста популярности игры и увеличения числа международных соревнований.
1 марта 1913 года представители 12 национальных теннисных организаций собравшись на учредительное собрание в Париже приняли решение об учреждении Международной Федерации лаун-тенниса (англ. International Lawn Tennis Federation). Странами-учредителями были:
- Австралия (объединённая федерация Австралии и Новой Зеландии)
- Австрия
- Бельгия
- Германия
- Великобритания
- Дания
- Испания (представитель не участвовал, но федерация прислала письмо одобряющее создание ILTF)
- Нидерланды
- Россия
- Франция
- Швеция
- Швейцария
- Южная Африка

Через полтора года ILTF была вынуждена приостановить свою работу из-за начала Первой мировой войны.
Деятельность была возобновлена в 1919 году. В 1922 году учреждается Совет по Правилам, в задачу которого входила разработка унифицированных правил игры, и борьба за международное признание ILTF организацией ответственной за правила тенниса.
Ряд важных событий происходит в 1923 году:
- 16 марта Генеральная Конференция организации принимает первый свод правил тенниса
- Американская теннисная ассоциация USTA вступает в федерацию в качестве ассоциированного члена
- Учреждаются Официальные чемпионаты Австралии, Великобритании, Франции и США — прообразы турниров Большого Шлема

В 1924 году МОК официально признал ILTF руководящей организацией мирового тенниса.
С момента создания федерация выступала как институт любительского спорта, но уже к 30-м годам XX века вопрос участия профессиональных спортсменов в соревнованиях и критерии разделения на профессионалов и любителей стал весьма актуальным и в 1934 году организация впервые официально обсуждает эту проблему и устанавливает «правило восьми недель», позволяющее любителям получать компенсацию расходов за участие в турнирах, но не более чем за восемь недель в году.
К 1939 году, перед началом Второй мировой войны ILTF насчитывает 59 членов. Во время войны деятельность организации снова была приостановлена, а штаб-квартира перенесена в Лондон, где она находится по сей день. Первая послевоенная конференция состоялась 5 июля 1946 года.
В 1948 году впервые принимаются стандарт на теннисные мячи.
С начала 50-х годов происходит стремительная профессионализация мирового тенниса, в 1951 году «восемь недель» были расширены до 210 дней в году.
В 1963 году к 50-летию организации учреждается Кубок Федерации — женский командный чемпионат, подобный проводимому тогда независимой организацией Кубку Дэвиса.
Историческое для тенниса решение принимается 30 марта 1968 года на чрезвычайной сессии в Париже — профессиональным игрокам разрешён доступ на все турниры ILTF, в теннисе начинается открытая эра. ILTF организует серию турниров Гран-при, впервые в соревнованиях этой организации теннисистам предоставлена возможность получать деньги за свои выступления.
«Правила поведения» (англ. Code of Conduct), регулирующие нормы спортивного поведения во время соревнований утверждаются в 1975 году.
В 1977 году из названия федерации исчезает слово «Lawn» и буква L из аббревиатуры — своеобразное признание факта, что большинство теннисных турниров больше не проводится на траве.
Кубок Дэвиса — главное командное соревнование в мужском теннисе переходит под эгиду ITF в 1979 по просьбе организационного комитета.
На Олимпиаде в Сеуле 1988 года, в год 75-летия ITF, теннис, после 64-летнего перерыва возвращается в качестве олимпийского вида спорта.

## Структура и руководящие органы
ITF объединяет 205 национальных теннисных организаций, 145 имеют статус полноправных членов и 60 ассоциированных. Кроме того, на правах ассоциированных членов в ITF входит 6 региональных объединений.
Федерация действует на основании Конституции ITF.
Высшими полномочиями обладает Генеральное Собрание, проводимое ежегодно. Генеральное собрание утверждает бюджет, рассматривает заявки претендентов на членство в федерации, а также избирает Президента и Совет Директоров ITF. Срок полномочий президента — 4, директоров — 2 года, в совет входят 12 директоров. Только полноправные члены обладают правом голоса на Генеральном Собрании.
В настоящее время Президентом ITF является Дэвид Хаггерти.

## Турниры ITF
Международная федерация тенниса ежегодно организует ряд турниров, а также принимает непосредственное участие в организации и проведении соревнований по теннису на Олимпийских играх и турниров Большого Шлема. При проведении соревнований федерация тесно сотрудничает с организациями профессиональных спортсменов ATP и WTA.
Соревнования, проводимые под эгидой или с участием ITF:
- Tennis Masters Cup (совместно с ATP) — заключительный турнир мужского профессионального сезона, в котором участвуют 8 теннисистов и 8 пар, показавшие лучшие результаты в «Гонке ATP»
- Кубок Дэвиса — крупнейшие международные командные соревнования в мужском теннисе среди национальных сборных
- Кубок Федерации по теннису — командные соревнования женских сборных, аналог Кубка Дэвиса
- Кубок Хопмана — соревнования национальных сборных для смешанных пар
- ITF — совладелец и соорганизатор Открытого чемпионата Японии, входящего в ATP-тур, и Международного Чемпионата Испании, являющегося этапом WTA-тура
- Федерация также проводит следующие ежегодные серии турниров:
  - Мужской тур ITF (англ. ITF Men’s Circuit)
  - Женский тур ITF (англ. ITF Women’s Circuit)
  - Юниорский тур ITF (англ. ITF Junior Circuit)
  - Тур по игре в теннис на инвалидных колясках (англ. Wheelchair Tennis Tour)
  - Турниры ветеранов ITF (англ. ITF Seniors Events)

Мужской и женский тур ITF, состоящие из турниров Satellite tournament и Futures Tournaments, служат начальными ступеньками в мире профессионального тенниса и их результаты учитываются в рейтингах ATP и WTA.

## Чемпионат мира по версии ITF
Начиная с 1978 года (для пар с 1996) федерация определяет чемпионов мира по версии ITF. В настоящее время для взрослых спортсменов учитываются результаты выступлений в турнирах Большого шлема, итоговом турнире года и турнирах ATP и WTA, проводящихся совместно с ITF.

### Чемпионы мира по версии ITF

#### Одиночный разряд
| Год  | Взрослые        | Взрослые              | Юниоры               | Юниоры                 |
| ---- | --------------- | --------------------- | -------------------- | ---------------------- |
|      | Мужчины         | Женщины               | Юноши                | Девушки                |
| 1978 | Бьорн Борг      | Крис Эверт            | Иван Лендл           | Хана Мандликова        |
| 1979 | Бьорн Борг      | Мартина Навратилова   | Рауль Вивер          | Мэри-Лу Пиатек         |
| 1980 | Бьорн Борг      | Крис Эверт            | Тьерри Тулан         | Сьюзан Маскарин        |
| 1981 | Джон Макинрой   | Крис Эверт            | Пат Кэш              | Зина Гаррисон          |
| 1982 | Джимми Коннорс  | Мартина Навратилова   | Ги Форже             | Гретхен Раш            |
| 1983 | Джон Макинрой   | Мартина Навратилова   | Стефан Эдберг        | Паскаль Паради         |
| 1984 | Джон Макинрой   | Мартина Навратилова   | Марк Крацман         | Габриэла Сабатини      |
| 1985 | Иван Лендл      | Мартина Навратилова   | Клаудио Пистолези    | Лаура Гарроне          |
| 1986 | Иван Лендл      | Мартина Навратилова   | Хавьер Санчес        | Патрисия Тарабини      |
| 1987 | Иван Лендл      | Штеффи Граф           | Джейсон Столтенберг  | Наталья Зверева        |
| 1988 | Матс Виландер   | Штеффи Граф           | Николас Перейра      | Кристина Тесси         |
| 1989 | Борис Беккер    | Штеффи Граф           | Никлас Култи         | Флоренсия Лабат        |
| 1990 | Иван Лендл      | Штеффи Граф           | Андреа Гауденци      | Карина Габшудова       |
| 1991 | Стефан Эдберг   | Моника Селеш          | Томас Энквист        | Зденка Малкова         |
| 1992 | Джим Курье      | Моника Селеш          | Брайан Данн          | Россана Де Лос Риос    |
| 1993 | Пит Сампрас     | Штеффи Граф           | Марсело Риос         | Нино Луарсабишвили     |
| 1994 | Пит Сампрас     | Аранта Санчес-Викарио | Федерико Браун       | Мартина Хингис         |
| 1995 | Пит Сампрас     | Штеффи Граф           | Мариано Сабалета     | Анна Курникова         |
| 1996 | Пит Сампрас     | Штеффи Граф           | Себастьян Грожан     | Амели Моресмо          |
| 1997 | Пит Сампрас     | Мартина Хингис        | Арно Ди Паскуале     | Кара Блэк              |
| 1998 | Пит Сампрас     | Линдсей Дэвенпорт     | Роджер Федерер       | Елена Докич            |
| 1999 | Андре Агасси    | Мартина Хингис        | Кристиан Плесс       | Лина Красноруцкая      |
| 2000 | Густаво Куэртен | Мартина Хингис        | Энди Роддик          | Мария-Эмилия Салерни   |
| 2001 | Ллейтон Хьюитт  | Дженнифер Каприати    | Жиль Мюллер          | Светлана Кузнецова     |
| 2002 | Ллейтон Хьюитт  | Серена Уильямс        | Ришар Гаске          | Барбора Стрыцова       |
| 2003 | Энди Роддик     | Жюстин Энен-Арденн    | Маркос Багдатис      | Кирстен Флипкенс       |
| 2004 | Роджер Федерер  | Анастасия Мыскина     | Гаэль Монфис         | Михаэлла Крайчек       |
| 2005 | Роджер Федерер  | Ким Клейстерс         | Дональд Янг          | Виктория Азаренко      |
| 2006 | Роджер Федерер  | Жюстин Энен-Арденн    | Тимо де Баккер       | Анастасия Павлюченкова |
| 2007 | Роджер Федерер  | Жюстин Энен-Арденн    | Ричардас Беранкис    | Урсула Радваньская     |
| 2008 | Рафаэль Надаль  | Елена Янкович         | Ян Цунхуа            | Ноппаван Летчивакан    |
| 2009 | Роджер Федерер  | Серена Уильямс        | Даниэль Берта        | Кристина Младенович    |
| 2010 | Рафаэль Надаль  | Каролина Возняцки     | Хуан Себастьян Гомес | Дарья Гаврилова        |
| 2011 | Новак Джокович  | Петра Квитова         | Иржи Веселый         | Ирина Хромачёва        |
| 2012 | Новак Джокович  | Серена Уильямс        | Филип Пеливо         | Тейлор Таунсенд        |
| 2013 | Новак Джокович  | Серена Уильямс        | Александр Зверев     | Белинда Бенчич         |
| 2014 | Новак Джокович  | Серена Уильямс        | Андрей Рублёв        | Кэтрин Беллис          |
| 2015 | Новак Джокович  | Серена Уильямс        | Тейлор Фриц          | Далма Галфи            |
| 2016 | Энди Маррей     | Анжелика Кербер       | Миомир Кецманович    | Анастасия Потапова     |
| 2017 | Рафаэль Надаль  | Гарбинье Мугуруса     | Аксель Геллер        | Уитни Осигу            |
| 2018 | Новак Джокович  | Симона Халеп          | Чунь Синь Тсен       | Клара Бюрель           |

#### Парный разряд
| Год  | Мужчины                      | Женщины                              |
| ---- | ---------------------------- | ------------------------------------ |
| 1996 | Тодд Вудбридж Марк Вудфорд   | Линдсей Дэвенпорт Мэри-Джо Фернандес |
| 1997 | Тодд Вудбридж Марк Вудфорд   | Линдсей Дэвенпорт Яна Новотна        |
| 1998 | Якко Элтинг Пол Хаархус      | Линдсей Дэвенпорт Наталья Зверева    |
| 1999 | Махеш Бхупати Леандер Паес   | Мартина Хингис Анна Курникова        |
| 2000 | Тодд Вудбридж Марк Вудфорд   | Жюли Алар-Декюжи Ай Сугияма          |
| 2001 | Йонас Бьоркман Тодд Вудбридж | Лайза Рэймонд Рене Стаббз            |
| 2002 | Даниэль Нестор Марк Ноулс    | Вирхиния Руано Паскуаль Паола Суарес |
| 2003 | Боб Брайан Майк Брайан       | Вирхиния Руано Паскуаль Паола Суарес |
| 2004 | Боб Брайан Майк Брайан       | Вирхиния Руано Паскуаль Паола Суарес |
| 2005 | Боб Брайан Майк Брайан       | Лайза Рэймонд Саманта Стосур         |
| 2006 | Боб Брайан Майк Брайан       | Лайза Рэймонд Саманта Стосур         |
| 2007 | Боб Брайан Майк Брайан       | Кара Блэк Лизель Хубер               |
| 2008 | Ненад Зимонич Даниэль Нестор | Кара Блэк Лизель Хубер               |
| 2009 | Боб Брайан Майк Брайан       | Серена Уильямс Венус Уильямс         |
| 2010 | Боб Брайан Майк Брайан       | Жисела Дулко Флавия Пеннетта         |
| 2011 | Боб Брайан Майк Брайан       | Квета Пешке Катарина Среботник       |
| 2012 | Боб Брайан Майк Брайан       | Сара Эррани Роберта Винчи            |
| 2013 | Боб Брайан Майк Брайан       | Сара Эррани Роберта Винчи            |
| 2014 | Боб Брайан Майк Брайан       | Сара Эррани Роберта Винчи            |
| 2015 | Жан-Жюльен Ройер Хория Текэу | Саня Мирза Мартина Хингис            |
| 2016 | Джейми Маррей Бруно Соарес   | Каролин Гарсиа Кристина Младенович   |
| 2017 | Лукаш Кубот Марсело Мело     | Мартина Хингис Чжань Юнжань          |